# Platynus lindrothi
Platynus lindrothi är en skalbaggsart som beskrevs av Barr. Platynus lindrothi ingår i släktet Platynus och familjen jordlöpare. Inga underarter finns listade i Catalogue of Life.